# Botswana Guardian
Botswana Guardian är en engelskspråkig dagstidning i Botswana.